# Isidor Törnström
Bernhard Isidor Törnström, född 13 oktober 1870 i Karlskrona, död 30 november 1952 i Nättraby, Blekinge, var en svensk målare och tecknare.
Han var son till Ferdinand Törnström och Karin Hallengren och gift med Agnes Ljungkvist. Han studerade teckning och målning vid Andreas Johan Brolins ateljé för teatermålning i Stockholm från 1888 och under sin studietid 1891 uppdraget att kopiera en marinmålning av Ludvig Richarde. Arbetet var så väl utfört att han samma år fick åka till Thorvaldsens museum i Köpenhamn för att utföra en rad kopior. För att förbättra sina kunskaper som tavelmålare studerade han därefter en kortare tid vid Wilhelmsons målarskola i Stockholm. Separat ställde han ut ett flertal gånger i Karlskrona och i Stockholm ställde han ut separat 1930. En minnesutställning med hans konst visades på Blekinge museum 1955. Bland hans större arbeten märks en monumentalmålning på Karlskrona stadshotell och för garverifabrikören Per Paléns herrgård utförde han 16 målningar som skildrade Wogn och Yxnas saga samt en altartavla för Höreda kyrka. Under sitt sista levnadsår arbetade han med monumentalmålningen Vitus Andersson och konung Karl XI som han dock inte hann fullborda. Hans konst består av porträtt, historiemålningar, folklivsskildringar och landskapsbilder från Blekinge utförda i olja eller akvarell. Törnström är representerad vid Nationalmuseum och Gripsholms porträttsamling.